# روسا مونتيرو
روسا مونتيرو (بالإسبانية: Rosa Montero) هي صحفية وكاتبة إسبانية، وُلدت في مدريد في الثالث من يناير لعام 1951.

## السيرة الذاتية
وُلدت روسا مونتيرو في الثالث من يناير لعام 1951. هي ابنه لأم ربة منزل ولأب يعمل كمساعد لمصارع الثيران. درست صحافة وعلم نفس ولكنها تركت دراسة علم النفس في السنة الرابعة.
اشتركت مع مجموعات مختلفة للمسرح الحر مثل فريق كانون أو تابانو، وهكذا بدأت في الانتشار في وسائل الإعلام مثل مجلة فوتوجراماس و بويبلو و بوسيبلى...إلى آخره.
في نهاية عام 1976 عملت بشكل خاص في جريدة الباييس كرئيسة تحرير ملحق يوم الأحد أثناء عامي 1980 و1981.
عام 1979 نُشر أول كتاب خيالي من تأليقها وهو رواية تاريخ الحسرات. في السنوات اللاحقة نُشر العديد من الروايات إلي جانب القصص والمسرحيات الوجهة للأطفال. قام المخرج المكسيكي أنطونيو سيرانو بتحويل رواية ابنة آكل لحوم البشر في نفس عام نشرها (أي في عام 1997) إلى عمل سينمائي.
إن أعمال روسا مونتيرو ككاتبة وكصحفية كانت تستحق أن تحصل على جوائز هامة محلية كانت أو أجنبية. بالإضافة إلى ذلك، تم ترجمة أعمالها إلى عشرين لغة.
تزوجت روسا مونتيرو الصحفي بابلو ليذكانو الذي توفي في الثالث من شهر مايو لعام 2009 عن عمر يناهز 58 عاماً بعد صراع طويل مع المرض.

## الجوائز
- الجائزة القومية للصحافة لعام 1981 عن التقارير والمقالات الأدبية.
- جائزة بريمابيرا للرواية لعام 1997 عن رواية ابنة آكل لحوم البشر.
- جائزة دائرة النقاد بتشيلي لعام 1998 عن رواية ابنة آكل لحوم البشر كأفضل رواية.
- جائزة كى ليير لعام 2003 عن رواية مجنونة المنزل كأفضل رواية إسبانية.
- جائزة جرينثانى كافور لعام 2004 عن رواية مجنونة المنزل كأفضل كتاب أجنبي تم نشره في إيطاليا.
- جائزة كى ليير لعام 2005 عن رواية تاريخ الملك الواضح كأفضل رواية إسبانية.
- جائزة مانداراتشى لعام 2007 عن رواية تاريخ الملك الواضح.
- الدكتوراه الفخرية من جامعة بويرتوريكو الموجودة بأريثيبو في التاسع عشر من شهر نوفمبر لعام 2010.

## أعمالها

### الروايات
- تاريخ الحسرة 1979.
- منصب ديلتا 1981.
- سوف أعاملك كملكة 1983.
- السيد الحبيب 1988.
- الرجفة 1990.
- جميلة ومُظلمة 1993.
- ابنة آكل لحوم البشر 1997.
- في قلب الرواسب 2001.
- مجنونة المنزل 2003.
- تاريخ الملك الواضح 2005.
- ارشادات من أجل انقاذ العالم 2008.
- دموع في المطر 2011.
- عدم رؤيتك مرة أخرى هي فكرة سخيفة 2013.
- وزن القلب 2015.

### روايات شبابية
- عش الأحلام 2004.

### قصص أطفال
- وحشية باربارا 1996.
- رحلة باربارا الخيالية 1997.
- باربارا ضد الدكتور كولميوس 1998.

### قصص قصيرة
- اثنتا عشر قصة لامرأة (بالتعاون مع أحد عشر كاتباً)1982
- خنجر الحلق 1994.
- الأمهات لا يبكون في ديزني لاند 1999.
- حكايات البحر (بالتعاون مع ثمانية مؤلف) 2001.

#### قصص في مؤلفات جماعية
- الغد لم يأتي بعد. اثنى عشر تعبيراً عن الواقع المرير للقرن الواحد وعشرين. المحرر: ريكاردو رويث غارثون، المؤلفون: خوان ميغيل أغيليرا- إليا بارثيلو- إيميليو بويسو- لاورا غاييغو- رودولفو مارتينيذ- خوسيه ماريا ميرينو- روسا مونتيرو- خوان خاثينتو مونيوذ رينخيل- خافيير نيغريتى- فيليكس بالما- مارك باستور - سوسانا بايغو 2004.

### الصحافة
- إسبانيا لك دائماً 1976.
- خمس سنوات من بلد 1982.
- الحياة عارية 1994.
- قصص النساء 1995.
- لقاءات 1996.
- عواطف 1999.
- صور بوسطن ورحلات أخرى 2002.
- أفضل ما في روسا مونتيرو 2005.
- حب حياتي (مقالات نُشرت بين عامي 1998 و 2010 في جريدة الباييس).
- المستبدات:زوجات الرجال الأكثر قسوة في التاريخ 2013.

## وصلات خارجية
- روسا مونتيرو على موقع IMDb (الإنجليزية)